# Jugoslávská liga ledního hokeje 1990/1991
Sezóna 1990/1991 byla čtyřicátou osmou a poslední sezónou Jugoslávské ligy ledního hokeje. Vítězem se stal chorvatský tým KHL Medveščak.

## Konečné pořadí
1. KHL Medveščak
2. HK Olimpija Ljubljana
3. HK Crvena Zvezda Bělehrad
4. HK Jesenice
5. HK Vojvodina Novi Sad
6. HK Bled
7. HK Spartak Subotica
8. HK Partizan
9. KHL Mladost Zagreb
10. HK Slavija